# Gran Premio motociclistico delle Nazioni 1983
Il Gran Premio motociclistico delle Nazioni 1983 fu la terza gara del motomondiale 1983. Si disputò il 24 aprile 1983 sull'Autodromo nazionale di Monza e vide le vittorie di Freddie Spencer nella classe 500, di Carlos Lavado nella classe 250, di Ángel Nieto nella classe 125 e di Eugenio Lazzarini nella classe 50.

## Classe 500

### Arrivati al traguardo
| Pos. | Pilota              | Moto   | Giri | Tempo     | Griglia | Punti |
| ---- | ------------------- | ------ | ---- | --------- | ------- | ----- |
| 1º   | Freddie Spencer     | Honda  | 24   | 45:46.570 | 2       | 15    |
| 2º   | Randy Mamola        | Suzuki | 24   | +7.660    | 3       | 12    |
| 3º   | Eddie Lawson        | Yamaha | 24   | +17.750   | 6       | 10    |
| 4º   | Franco Uncini       | Suzuki | 24   | +24.380   | 4       | 8     |
| 5º   | Takazumi Katayama   | Honda  | 24   | +33.730   | 10      | 6     |
| 6º   | Raymond Roche       | Honda  | 24   | +42.810   | 8       | 5     |
| 7º   | Marc Fontan         | Yamaha | 24   | +1:16.300 | 12      | 4     |
| 8º   | Sergio Pellandini   | Suzuki | 24   | +1:21.860 | 9       | 3     |
| 9º   | Barry Sheene        | Suzuki | 24   | +1:28.230 | 11      | 2     |
| 10º  | Marco Lucchinelli   | Honda  | 24   | +1:33.180 | 5       | 1     |
| 11º  | Virginio Ferrari    | Cagiva | 24   | +1:41.530 | 24      |       |
| 12º  | Walter Migliorati   | Suzuki | 24   | +1:41.590 | 14      |       |
| 13º  | Gustav Reiner       | Suzuki | 24   | +1:47.950 | 18      |       |
| 14º  | Peter Sjöström      | Suzuki | 24   | +1:48.330 | 34      |       |
| 15º  | Steve Parrish       | Yamaha | 23   | +1 giro   | 27      |       |
| 16º  | Marco Papa          | Suzuki | 23   | +1 giro   | 19      |       |
| 17º  | Wolfgang von Muralt | Suzuki | 23   | +1 giro   | 28      |       |
| 18º  | Marco Greco         | Suzuki | 23   | +1 giro   | 31      |       |
| 19º  | Lorenzo Ghiselli    | Suzuki | 23   | +1 giro   | 23      |       |
| 20º  | Paolo Ferretti      | Suzuki | 23   | +1 giro   | 22      |       |
| 21º  | Andreas Hofmann     | Suzuki | 23   | +1 giro   | 33      |       |
| 22º  | Leandro Becheroni   | Suzuki | 23   | +1 giro   | 15      |       |
| 23º  | Corrado Tuzii       | Honda  | 23   | +1 giro   | 36      |       |
| 24º  | Chris Guy           | Suzuki | 23   | +1 giro   | 21      |       |
| 25º  | Franz Kaserer       | Suzuki | 22   | +2 giri   | 38      |       |
| 26º  | Peter Huber         | Suzuki | 20   | +4 giri   | 35      |       |

### Ritirati
| Pilota              | Moto   | Giri | Griglia |
| ------------------- | ------ | ---- | ------- |
| Kenny Roberts       | Yamaha | 23   | 1       |
| Ron Haslam          | Honda  | 23   | 7       |
| Giovanni Pelletier  | Honda  | 15   | 16      |
| Ernst Gschwender    | Suzuki | 14   | 26      |
| Dave Dean           | Suzuki | 10   | 30      |
| Boet van Dulmen     | Suzuki | 9    | 25      |
| Alain Röthlisberger | Yamaha | 8    | 32      |
| Keith Huewen        | Suzuki | 5    | 17      |
| Jack Middelburg     | Honda  | 4    | 13      |
| Philippe Coulon     | Suzuki | 1    | 20      |

### Non partito
| Pilota             | Moto  | Griglia |
| ------------------ | ----- | ------- |
| Didier de Radiguès | Honda | 29      |

### Non qualificato
| Pilota      | Moto   |
| ----------- | ------ |
| Jon Ekerold | Cagiva |

## Classe 250
36 piloti alla partenza.

### Arrivati al traguardo
| Pos. | Pilota              | Moto              | Tempo     | Punti |
| ---- | ------------------- | ----------------- | --------- | ----- |
| 1º   | Carlos Lavado       | Yamaha            | 41:02.190 | 15    |
| 2º   | Thierry Espié       | Chevallier-Yamaha | +14.330   | 12    |
| 3º   | Manfred Herweh      | Real-Rotax        | +16.290   | 10    |
| 4º   | Martin Wimmer       | Yamaha            | +17.170   | 8     |
| 5º   | Jacques Cornu       | Yamaha            | +17.330   | 6     |
| 6º   | Hervé Guilleux      | Kawasaki          | +18.190   | 5     |
| 7º   | Thierry Rapicault   | Yamaha            | +20.580   | 4     |
| 8º   | Ivan Palazzese      | Yamaha            | +32.520   | 3     |
| 9º   | Didier de Radiguès  | Chevallier-Yamaha | +37.410   | 2     |
| 10º  | Jean-François Baldé | Chevallier-Yamaha | +37.890   | 1     |
| 11º  | Reinhold Roth       | Fath-Yamaha       | +38.000   |       |
| 12º  | Bruno Lüscher       | Yamaha            | +47.590   |       |
| 13º  | Tony Head           | Armstrong-Rotax   | +47.630   |       |
| 14º  | Harald Eckl         | Yamaha            | +47.850   |       |
| 15º  | Maurizio Vitali     | MBA               | +1:04.340 |       |
| 16º  | Graham Young        | EMC               | +1:04.480 |       |
| 17º  | Karl-Thomas Grässel | Yamaha            | +1:04.920 |       |
| 18º  | Edwin Weibel        | Yamaha            | +1:59.110 |       |

### Ritirati
| Pilota                 | Moto      | Griglia |
| ---------------------- | --------- | ------- |
| Patrick Fernandez      | Bartol    | 1       |
| Christian Sarron       | Yamaha    | 2       |
| Christian Estrosi      | Pernod    | 4       |
| Massimo Matteoni       | Yamaha    | 7       |
| Sito Pons              | Kobas     | 11      |
| Roland Freymond        | Armstrong | 13      |
| Alan Carter            | Yamaha    | 16      |
| Jean-Marc Toffolo      | Rotax     | 18      |
| Jacques Bolle          | Go-West   | 19      |
| Jean-Louis Tournadre   | Yamaha    | 22      |
| Marcellino Lucchi      | SWM       | 22      |
| Carlos Cardús          | Rotax     | 24      |
| Donnie Robinson        | Yamaha    | 26      |
| Jean-Louis Guignabodet | Yamaha    | 31      |
| Graeme McGregor        | Bartol    | 32      |
| Éric Saul              | Yamaha    | 34      |
| Siegfried Minich       | Rotax     | 35      |
| Massimo Broccoli       | Yamaha    | 36      |

## Classe 125
38 piloti alla partenza.

### Arrivati al traguardo
| Pos. | Pilota               | Moto     | Tempo     | Punti |
| ---- | -------------------- | -------- | --------- | ----- |
| 1º   | Ángel Nieto          | Garelli  | 39:01.890 | 15    |
| 2º   | Eugenio Lazzarini    | Garelli  | +4.090    | 12    |
| 3º   | Ezio Gianola         | MBA      | +21.320   | 10    |
| 4º   | Ricardo Tormo        | MBA      | +22.870   | 8     |
| 5º   | Bruno Kneubühler     | MBA      | +35.290   | 6     |
| 6º   | Libero Piccirillo    | MBA      | +36.180   | 5     |
| 7º   | Fausto Gresini       | MBA      | +36.360   | 4     |
| 8º   | Stefano Caracchi     | MBA      | +36.730   | 3     |
| 9º   | Jean-Claude Selini   | MBA      | +36.870   | 2     |
| 10º  | Pierluigi Aldrovandi | MBA      | +46.550   | 1     |
| 11º  | Lucio Pietroniro     | MBA      | +46.650   |       |
| 12º  | Gerhard Waibel       | Seel-MBA | +46.730   |       |
| 13º  | Miguel Gonzales      | MBA      | +1:12.270 |       |
| 14º  | Paul Bordes          | MBA      | +1:14.220 |       |
| 15º  | Erich Klein          | MBA      | +1:14.460 |       |
| 16º  | Willy Pérez          | MBA      | +1:15.440 |       |
| 17º  | Johnny Wickström     | MBA      | +1:29.040 |       |
| 18º  | Domenico Brigaglia   | MBA      | +1:38.320 |       |
| 19º  | Henk van Kessel      | MBA      | +1:38.320 |       |
| 20º  | Esa Kytölä           | MBA      | +2:09.600 |       |
| 21º  | Anton Straver        | MBA      | +3:00.920 |       |
| 22º  | Jacky Hutteau        | MBA      | +1 giro   |       |
| 23º  | Andrés Sánchez       | MBA      |           |       |
| 24º  | Per-Edvard Carlsson  | MBA      |           |       |
| 25º  | Janez Pintar         | MBA      |           |       |

### Ritirati
| Pilota             | Moto      | Griglia |
| ------------------ | --------- | ------- |
| Pier Paolo Bianchi | Sanvenero | 2       |
| Maurizio Vitali    | MBA       | 4       |
| August Auinger     | MBA       | 7       |
| Hans Müller        | MBA       | 10      |
| Giuseppe Ascareggi | MBA       | 11      |
| Stefan Dörflinger  | MBA       | 17      |
| Hugo Vignetti      | MBA       | 21      |
| Fabio Meozzi       | MBA       | 26      |
| Rolf Rüttimann     | MBA       | 27      |
| Olivier Liégeois   | Sanvenero | 33      |
| Bady Hassaine      | MBA       | 33      |
| Ivan Troisi        | MBA       | 37      |
| Helmut Lichtenberg | MBA       | 38      |

## Classe 50
38 piloti alla partenza.

### Arrivati al traguardo
| Pos. | Pilota              | Moto         | Tempo     | Punti |
| ---- | ------------------- | ------------ | --------- | ----- |
| 1º   | Eugenio Lazzarini   | Garelli      | 35:23.140 | 15    |
| 2º   | Claudio Lusuardi    | Moto Villa   | +20.160   | 12    |
| 3º   | George Looijesteijn | Kreidler     | +48.970   | 10    |
| 4º   | Reiner Scheidhauer  | Kreidler     | +53.290   | 8     |
| 5º   | Hans Spaan          | Kreidler     | +54.130   | 6     |
| 6º   | Hagen Klein         | FKN-Kreidler | +54.140   | 5     |
| 7º   | Gerhard Singer      | Kreidler     | +1:14.260 | 4     |
| 8º   | Ingo Emmerich       | Kreidler     | +1:22.020 | 3     |
| 9º   | Jos van Dongen      | Kreidler     | +1:22.440 | 2     |
| 10º  | Paul Bordes         | Moto 2L      | +1:37.280 | 1     |
| 11º  | Stefan Dörflinger   | Krauser      | +1:54.530 |       |
| 12º  | Massimo de Lorenzi  | Minarelli    | +1:57.750 |       |
| 13º  | Sandro De Rosa      | Moto Villa   | +1:57.880 |       |
| 14º  | Mario Stocco        | Kreidler     | +2:06.960 |       |
| 15º  | Guido Sala          | MTK          | +2:18.700 |       |
| 16º  | Paolo Priori        | Paolucci     | +2:19.010 |       |
| 17º  | Chris Baert         | Kreidler     | +2:51.640 |       |
| 18º  | Roberto Rosso       | Minarelli    | +3:17.790 |       |
| 19º  | Otto Machinek       | Kreidler     | +1 giro   |       |

### Ritirati
| Pilota             | Moto      | Griglia |
| ------------------ | --------- | ------- |
| Gerhard Bauer      | Ziegler   | 4       |
| Theo Timmer        | Casal     | 7       |
| Joaquin Gali       | Bultaco   | 10      |
| Hans Koopman       | Kreidler  | 15      |
| Rainer Kunz        | FKN       | 16      |
| Paul Rimmelzwaan   | Roton     | 19      |
| Hans-Jürgen Hummel | Sachs     | 20      |
| Zdravko Matulja    | Tomos     | 21      |
| Enrico Cereda      | Kreidler  | 22      |
| Ezio Saffiotti     | UFO       | 26      |
| Claudio Granata    | Kreidler  | 26      |
| Ramon Gali         | Bultaco   | 27      |
| Mauro Mordenti     | Rossi     | 28      |
| Peter Verbič       | Kreidler  | 29      |
| Giuliano Tabanelli | Kreidler  | 34      |
| Reiner Koster      | M1        | 35      |
| Ian McConnachie    | Rudge     | 36      |
| Thomas Engl        | M1        | 37      |
| Nicola Casadei     | Minarelli | 38      |